# 新井素子
新井 素子（あらい もとこ、1960年〈昭和35年〉8月8日 -）は、日本の小説家。
ライトノベル作家の草分け的存在として知られている（久美沙織による解説（#外部リンク）を参照）。夫は、書評や文庫解説などを手がけている手嶋政明。結婚後の本名は手嶋素子。日本SF作家クラブ元会長。日本推理作家協会会員。

## 略歴
東京都練馬区生まれ。両祖父、両親が共に講談社に勤めており、実家には常に大量の本があったため、幼い頃から多くの本に接して育った。
1977年、東京都立井草高等学校2年生のときに、第1回奇想天外SF新人賞に応募した『あたしの中の……』が佳作入選した。審査員の星新一が絶賛し最優秀作に推したが、小松左京や筒井康隆らが目新しい文体に違和感を覚え反対したため佳作となった。星は入選決定後に、新井素子の父が東京大学農学部での同級生だったことを知った。また、新井も星のファンであり、初めて読んだSFが星の『妖精配給会社』であった（星の著書「未来いそっぷ」の解説文も書いている）。
高校2年生という若さでの受賞及びデビューは文学界にも衝撃を与え、『ふぁんろーど』の特集などで「SF界のプリンセス」と称された。北野勇作や久美沙織ら同世代の作家に強い影響を与えたといわれている。
立教大学文学部ドイツ文学科に在籍しながら作家活動を続け、1981年『グリーン・レクイエム』で第12回星雲賞日本短編部門を受賞、1982年『ネプチューン』で第13回星雲賞日本短編部門を受賞した。1999年には『チグリスとユーフラテス』で第20回日本SF大賞を受賞した。
2003年ごろから夫とともに囲碁をはじめ、日本棋院囲碁大使をつとめる。2009年から2011年まで日本SF作家クラブ会長。

## 文体と作品傾向
デビューがSF誌『奇想天外』だったこともあり、しばらくはSFを中心に執筆していたが、1980年には高校生向け雑誌『高一コース』誌上で『星へ行く船』を連載した。また集英社文庫コバルトシリーズ（コバルト文庫）から『いつか猫になる日まで』を上梓するなど、活動の場をジュニア小説へも広げた。
同時代の口語表現を積極的に取り入れ、一段落を「が。」の2文字で終わらせて改行するなど規範を大きく逸脱した文体を高橋源一郎は『ラカンのぬいぐるみ』で「新口語文」と評価した。当時の口語表現を文体に反映した端的な例として、一人称「あたし」、二人称「おたく」という砕けた人称代名詞を多用したことなどが挙げられる。
デビュー直後の『毎日新聞』インタビューで「マンガ『ルパン三世』の活字版を書きたかったんです」と述べたことから、当初その文体は漫画やアニメとの関係で論じられることが多かったが、この発言自体は記事を書いた記者の曲解によって発生したもので、本人の発言意図と乖離したものであることが判明している。その後の本人の発言では、アニメや漫画の影響下で出来上がった文体でないことが語られている。本人によれば、影響を受けたのは小林信彦の、女の子の主人公の一人称口語文体の小説『オヨヨ島の冒険』であり、自分の文体を作ろうと思い立った中学1年生の時、『オヨヨシリーズ』を読んで感じた「会話の妙」と「間」を手本としている。
新しい世代の言語感覚による「文章で書いた漫画」であると指摘されており、後の作家に対する影響力は無視できない。新井素子の文体は後のライトノベル文体に少なからず影響を与え、元祖的もしくは雛形的存在と称されることもある。
作品傾向としては、20代前半までは同年代の女性を主人公とするSF小説が主だった。25歳で結婚した後は、自らの結婚体験を元にした『結婚物語』などのコメディや、『おしまいの日』などのサイコホラー小説のような新たなジャンルにも挑戦した。また、自身の不妊体験を下敷きにしたかのような「産むということ」や「不妊ということ」「女性というもの」について独特の視点に基づいた小説を発表するなど、執筆活動の幅を拡げていった。そして、それらの文体はジャンルや読者層に合わせ、デビュー当時のものとは大きく変えている。
身近に起こった出来事を明るく軽妙に綴るエッセイでも知られる。

## ぬいぐるみ
新井素子は、ぬいぐるみ好きとしても知られ、4000体以上のぬいぐるみとともに生活している。「ぬいぐるみは呼吸も新陳代謝もしないが、ぬいぐるみパワーとでも呼ぶべき未知のものによって生きており、一種の精神生命体である」と常々主張している。死後の処理については子がないので夫婦亡き後には姪か甥に引き継いでもらうしかないとしている。
ぬいぐるみ関連の著書として次のようなものがある。
『わにわに物語』『わにわに物語II』
白いワニのぬいぐるみ「わにわに」が語ったエッセイを新井素子が口述筆記したとされるもの。 ISBN 4-06-263022-2, ISBN 4-06-263371-X
『くますけと一緒に』
「ぬいぐるみホラー」を目指して書かれたとされる小説。両親を亡くしぬいぐるみと話す少女の、ぬいぐるみ「くますけ」との交流や内面を描く。 ISBN 4-19-905077-9
『ぬいぐるみさんとの暮らし方』（グレン・ネイプ著）
ぬいぐるみの生態や接し方について述べた本を新井素子が邦訳したもの（共訳：土屋裕）。ISBN 4-10-522001-2
『テディベアに会えた日』
テディベアの写真集に新井素子が短い物語を付けたもの。 ISBN 4-537-02437-2

## 著作

### 小説
- 『あたしの中の……』 奇想天外社、1977年。集英社文庫コバルトシリーズ（以下コバルト文庫と表記）、1981年
  - 「ずれ」「大きな壁の中と外」併録。集英社刊行版は「チューリップさん物語」を追加併録
- 『星へ行く船』シリーズ　 コバルト文庫
  - 『星へ行く船』1980年
  - 『通りすがりのレイディ』1982年
  - 『カレンダー・ガール』1983年　
  - 『逆恨みのネメシス』1986年
  - 『そして、星へ行く船』1987年
  - 『星から来た船』上中下巻、1992年
- 『いつか猫になる日まで』、1980年
- 『グリーン・レクイエム』シリーズ
  - 『グリーン・レクイエム』 奇想天外社、1980年（「週に一度のお食事を」「宇宙魚顛末記」併録）。講談社文庫、1983年
  - 『緑幻想:グリーン・レクイエム II』 講談社（1990年）。講談社文庫（1993年）
  - 『グリーン・レクイエム／緑幻想』 創元SF文庫、2007年
- 『ひとめあなたに…』 双葉社（1981年）、角川文庫（1985年）、創元SF文庫（2008年）
- 『扉を開けて』 CBSソニー（1982年）コバルト文庫（1985年）
- 『ラビリンス―迷宮―』 徳間書店（1982年）、トクマノベルス（1984年）、徳間文庫（1987年）、徳間デュエル文庫（2000年）
- 『二分割幽霊綺譚』 講談社（1983年）、講談社文庫（1986年）
- 『……絶句』 上下巻、早川書房 （1983年）。ハヤカワ文庫（1987年）
- 『ブラック・キャット』シリーズ　 コバルト文庫
  - 『ブラック・キャット１』1984年
  - 『ナイト・フォーク　ブラック・キャット(2)』1985年
  - 『キャスリング　ブラック・キャット(3)』 前後編、1994年
  - 『チェックメイト　ブラック・キャット(4)』 前後編、2004年
- 『あなたにここにいて欲しい』 文化出版局、1984年。講談社文庫、1987年
- 『ディアナ・ディア・ディアス』 徳間書店、1985年。徳間文庫、1989年
- 結婚物語シリーズ
  - 『結婚物語』 角川文庫、上中下巻1986年。中公文庫、上下巻2011年
  - 『新婚物語』 角川文庫、1-3巻、1988年
  - 『銀婚式物語』 中央公論新社（2011年）。中公文庫（2014年）
  - 『ダイエット物語……ただし猫』 中央公論新社（2016年）。中公文庫（2019年）
- 『今はもういないあたしへ…』 大陸書房、1987年。ハヤカワ文庫、1990年 「ネプチューン」併録
- 『ふたりのかつみ』 カドカワノベルス（1989年）。角川文庫（1996年）
  - 3話は単行本未収録
- 『くますけと一緒に』 大陸書房（1991年）、新潮文庫（1993年）
- 『おしまいの日』 新潮社（1992年）新潮文庫（1995年）
- 『わにわに物語』 1・2巻、講談社（1992-93年）。講談社文庫（1995-96年）
- 『チグリスとユーフラテス』 集英社、1999年。集英社文庫 上・下、2002年
- 『ハッピー・バースディ』 角川書店、2002年。角川文庫（2005年）
- 『窓のあちら側』 出版芸術社、2007年（自選作品集）
- 『ちいさなおはなし』 集英社、2007年
- 『もいちどあなたにあいたいな』 新潮社、2010年。新潮文庫、2013年
- 『イン・ザ・ヘブン』 新潮社、2013年。新潮文庫、2016年。
- 『未来へ……』 角川春樹事務所、2014年。ハルキ文庫、上下巻、2017年
- 『ゆっくり十まで』 キノブックス、2019年。角川文庫、2021年
- 『この橋をわたって』 新潮社、2019年。新潮文庫、2021年
- 新井素子SF&ファンタジーコレクション、柏書房、2019年。日下三蔵編
  1. 『いつか猫になる日まで グリーン・レクイエム』（「緑幻想 グリーン・レクイエムII」併録）
  2. 『扉を開けて 二分割幽霊綺譚』（「斉木杳の憂鬱」併録）
  3. 『ラビリンス〈迷宮〉 ディアナ・ディア・ディアス』（「週に一度のお食事を」「宇宙魚顛末記」併録）
- 『絶対猫から動かない』 KADOKAWA、2020年
- 『影絵の街にて』 竹書房文庫、2021年。SF・ファンタジー短篇集、日下三蔵編
- 『南海ちゃんの新しいお仕事 階段落ち人生』角川春樹事務所、2021年。

### エッセイ
- 『ひでおと素子の愛の交換日記』 吾妻ひでおとの共著、1～4巻、角川書店、1984-87年。角川文庫、1987-88年
- 『新井素子の未知との遭遇』 講談社、1990年。講談社文庫、1993年
- 『とり散らかしておりますが』 講談社文庫、1994年
- 『近頃、気になりません?』 廣済堂出版、1994年。講談社文庫、1999年
- 『もとちゃんの夢日記』 角川文庫、1995年
- 『もとちゃんの痛い話』 角川文庫、1997年
- 『素子の読書あらかると』 中央公論新社、2000年。中公文庫、2005年
- 『明日も元気にいきましょう』 角川文庫、2004年
- 『お元気ですか』 廣済堂出版、2004年
- 『今日もいい天気』 廣済堂出版、2007年
- 『素子の碁 - サルスベリがとまらない』 中央公論新社、2018年。中公文庫、2020年

### 対談集
- 『ネバーランド・パーティ　新井素子と１５人の漫画家』 新書館、1985年
- 『新井素子のサイエンス・オデッセイ』 新潮文庫、1985年
- 『新井素子の？（ハテナ）教室』 徳間書店、1987年
- 『ネリマ大好き』 徳間書店、1992年

### その他
- 『ぬいぐるみさんとの暮らし方』 グレン・ネイプ著、新潮社、1989年　翻訳書（土屋裕との共訳）
- 『季節のお話』 徳間書店、1990年。ブッキング、2005年　絵本（絵：古川タク）
- 『テディベアに会えた日』 日本文芸社、1994年　写真と文（撮影：角田正治）

### アンソロジー
- 『S-Fマガジン・セレクション1981』 ハヤカワ文庫、1983年 「ネプチューン」収録
- 『2001』早川書房、2000年「あした」収録
- 『血と薔薇の誘う夜に―吸血鬼ホラー傑作選』 角川ホラー文庫、2005年 「週に一度のお食事を」収録
- 『逆想コンチェルト イラスト先行・競作小説アンソロジー 奏の1』徳間書店、2009年「つつがなきよう」収録
- 『SF宝石』光文社、2013年「ゲーム」収録
- 『吾輩も猫である』新潮文庫、2016年「妾は、猫で御座います」収録
- 『人工知能の見る夢は AIショートショート集』 文春文庫、2017年 「お片づけロボット」「幻臭」収録
- 『猫ミス！』 中公文庫、2017年　「黒猫ナイトの冒険」収録
- 『奇想天外 21世紀版 アンソロジー』南雲堂、2017年「階段落ち人生」収録
- 『謎々 将棋・囲碁』角川春樹事務所、2018年「碁盤事件」収録
- 『ショートショートドロップス』 新井素子編、キノブックス 、2019年 「のっく」収録
- 『NOVA 2019年春号』河出文庫、2019年「やおよろず神様承ります」収録
- 『甘美で痛いキス 吸血鬼コンピレーション』 二見書房、2021年 「ここを出たら」収録
- 『NOVA 2021年夏号』 河出文庫、2021年 「その神様は大腿骨を折ります」収録
- 『少女小説とSF』星海社FICTIONS、2024年「この日、あたしは」収録
- 『すばらしき新式食 SFごはんアンソロジー』集英社オレンジ文庫、2025年「切り株のあちらに」収録

## 他メディアへの展開

### 漫画
- 『週に一度のお食事を』 漫画：森脇真末味（1980年）
- 『二分割幽霊綺譚』 漫画：くりた陸（未単行本化）
- 『影絵の街にて』 漫画：田村すみよ（1983年）
- 『ずれ』 漫画：南ちあき（1984年）
- 『大きな壁の中と外』 漫画：木住野七生（1984年）
- 『グリーン・レクイエム』 漫画：文月今日子（講談社、1984年）、春名里日（講談社、2003年）
- 『扉を開けて』 漫画：亜藤潤子（白泉社、1986年）
- 『星へ行く船』 漫画：よしまさこ（「星へ行く船」「雨の降る星　遠い夢」漫画化。週刊マーガレットにて連載、白泉社、1988年）

### テレビドラマ
- 『結婚物語』 1987年、主演：沢口靖子、陣内孝則
- 『新婚物語』 1988年、上記キャストでドラマ化

### ラジオドラマ
- 『通りすがりのレイディ』NHK-FM
- 『二分割幽霊綺譚』
- 『…絶句』 1984年。新井も本人の役で出演
- 『いつか猫になる日まで』 1987年NHK-FM、主演：有森也実[11]
- 『おしまいの日』 1993年NHK-FM、主演：谷山浩子

### 映画
- 『グリーン・レクイエム』 1985年制作、1988年公開。監督：今関あきよし、出演：鳥居かほり、坂上忍ほか
- 『あなたにここにいて欲しい』 1992年。監督：小中和哉、出演：高橋かおりほか
- 『おしまいの日』 1999年制作、2000年公開。監督：君塚匠、出演：裕木奈江ほか

### アニメ
- 『扉を開けて』 1986年

## 新井素子を題材にした作品
- 『素子姫♡アドベンチャー』 辰巳出版、1987年6月、PC-8801/mkIIシリーズ用アドベンチャーゲーム、5インチフロッピーディスク

## 出演
- お茶の子博士のHORROR THEATER 第14怪「TERROR T.V.」 - テレビ番組『もんもんドラエティ』の番組内コーナー。手塚眞が監督した短編ホラー映画を放映するコーナーであり、1982年1月28日放映回の「TERROR T.V.」では新井素子が出演している。『お茶の子博士のHORROR THEATER ～TV「もんもんドラエティ」より～』（2002年12月、ポニーキャニオン）としてDVD販売された際には「テレビの中の殺人者」と改題[12]。
- ジュニア大全科 - NHK教育テレビジョン。1982年11月22日から同年11月26日まで全5回で「100年前のSF」をテーマとした際に出演した[13]。
- 星くず兄弟の伝説 - 1985年公開の日本映画。プレゼンター役として出演。
- グリーン・レクイエム - 1985年製作、1988年公開の日本映画。通行人としてカメオ出演。
- ぼくらの愛した二十面相 - 1997年9月27日上演の文士劇[14]。
- 世界SF作家会議（フジテレビ）
  - 第1回 2020年7月26日放送　いとうせいこう、大森望、藤井太洋、小川哲とともに出演。
  - 第2回 2021年1月6日放送　 いとうせいこう、大森望、藤井太洋、小川哲、高山羽根子とともに出演。
- その他これは実現には至らなかった（今日でいう妄想）作品であるが、DAICON FILMが企画した特撮パロディー映画『愛國戦隊大日本』の第14話のシナリオ、「重千代じいさんを守れ!!日本の長寿は世界一!!」に、当時長寿世界一の記録保持者だった泉の孫娘の本人役という形で出演したことになっていた[15]。
- 魔改造の夜 第7弾（NHK）
  - 第4回「パンダちゃん大玉転がし」2023年7月27日放送　矢野武、伊集院光、長藤圭介とともに出演[16]。
  - 第5回「洗濯物干しロープ25m走」2023年8月31日放送　矢野武、伊集院光、長藤圭介とともに出演[17]。
- ネコメンタリー 猫も、杓子も。「新井素子とこすみ」（NHK）2025年1月12日放送[18]